# Mō Ichi do...
Mō Ichi do... (もう一度…?, "Ancora una volta") è un brano musicale del rapper giapponese Dohzi-T, pubblicato come singolo l'11 giugno 2008. Il brano è interpretato in collaborazione Il singolo è stato pubblicato come CD singolo, soltanto dopo aver venduto oltre due milioni di copie digitali. Il singolo ha raggiunto la settima posizione della classifica Oricon dei singoli più venduti in Giappone, vendendo oltre 80 000 copie, e diventando il novantatreesimo singolo più venduto dell'anno in Giappone. Il brano è stato utilizzato come sigla di chiusura dei programmi Ryuha-R e NIGHT CRUISING. Successivamente Beni ha pubblicato il singolo di risposta Mō Nido to....

## Tracce
1. Mou Ichido... feat. BENI (もう一度...)
2. ONE LOVE <'08 ver.> feat. Shota Shimizu
3. Mou Ichido... (Instrumental)
4. ONE LOVE <'08 ver.> (Instrumental)

## Classifiche
| Classifica (2008) | Posizione più alta |
| ----------------- | ------------------ |
| Giappone (Oricon) | 7                  |